# Chân Hưng vương
Chân Hưng Vương (540–576) là vua thứ 24 của Tân La, một trong Tam Quốc (Triều Tiên). Ông có tên húy là Kim Tam Ma Tướng (김삼맥종, 金三麻将), là cháu của vua Tân La Pháp Hưng Vương. 

## Trị vì
Năm 540, vua Tân La Pháp Hưng Vương qua đời, Kim Tam Ma Tướng (김삼맥종, 金三麻将) lên kế vị ngôi vua Tân La, tức là Chân Hưng Vương. 
Chân Hưng Vương là một trong những vị vua vĩ đại của Tân La, người đã mở rộng bờ cõi Tân La rất nhiều. Cải biên tổ chức Hoa Lang Đồ- 화랑도(花郞徒) nhằm đào tạo nhân tài để phục vụ cho sự phát triển của quốc gia.
Liên minh Già Da đã bị suy yếu phần lớn vào thời điểm đó, các thành bang phía tây bắc của liên minh nằm dưới sự ảnh hưởng của Bách Tế (đời vua Bách Tế Thánh vương) trong khi các thành bang ở phía tây nam chịu ảnh hưởng của Tân La (đời vua Chân Hưng Vương). Thành bang A La Già Da tìm cách duy trì nền độc lập của mình bằng cách tự liên minh mình với Cao Câu Ly, và sau đó mời Cao Câu Ly (đời vua Cao Câu Ly Dương Nguyên Vương) xâm lược Bách Tế (đời vua Bách Tế Thánh vương) và năm 548. Vua Cao Câu Ly Dương Nguyên Vương đã cử 6.000 lính tấn công thành Ngốc Sơn (Doksan) của Bách Tế song Tân La (đời vua Chân Hưng Vương) đã cho một đội quân chi viện cho Bách Tế. Nỗ lực của A La Già Da nhằm làm suy yếu ảnh hướng của Bách Tế này đã không thành công khi Cao Câu Ly thất bại trong chiến tranh.
Bách Tế đã duy trì một thế kỷ liên minh với nước láng giềng Tân La, để cân bằng với mối đe dọa của Cao Câu Ly ở phía bắc. Với sự hỗ trợ của Tân La và liên minh Già Da, vua Bách Tế Thánh Vương của Bách Tế đã lãnh đạo một chiến dịch dài ngày để nhằm lấy lại Thung lũng sông Hán, vùng đất trung tâm trước đây của Bách Tế bị mất về tay Cao Câu Ly vào năm 475. 
Cuộc chiến nổ ra từ năm 549 khi cả Bách Tế (đời vua Bách Tế Thánh Vương) và Tân La cùng nhau bắc tiến chiếm nhiều thành trì của Cao Câu Ly (đời vua Cao Câu Ly Dương Nguyên Vương). Năm 550, một loạt thành trì phía nam Cao Câu Ly bị Tân La chiếm đóng. Bách Tế chiếm lại cố đô đầu tiên vào năm 551, thành công trong việc tái chiếm sông Hán và Tân La cũng chiếm thêm nhiều thành trì của Cao Câu Ly. Năm 552, Tân La tiếp tục tiến quân lên đông bắc chiếm thêm nhiều vùng đất của Cao Câu Ly. Chiến dịch lên đến đỉnh điểm vào năm 553 với chiến thắng của Bách Tế trong một loạt các trận chiến hao tốn tiền của trước các công sự của Cao Câu Ly (đời vua Cao Câu Ly Dương Nguyên Vương).
Tuy nhiên, theo một thỏa ước bí mật với Cao Câu Ly (đời vua Cao Câu Ly Dương Nguyên Vương), quân Tân La của Chân Hưng Vương đã giả vờ đến hỗ trợ và sau đó đã tấn công quân Bách Tế vốn đã mệt mỏi và cuối cùng làm chủ toàn bộ khu vực Thung lũng sông Hán vào năm 553. Chân Hưng Vương đã thắng và mở rộng lãnh thổ Tân La hơn rất nhiều. 
Tức giận trước sự phản bội này, năm sau (năm 554) Bách Tế Thánh Vương đã phát động một cuộc tấn công trả đũa Tân La. Cuộc tấn công này do thái tử (và sau này trở thành Bách Tế Uy Đức vương) lãnh đạo và liên minh với thành bang Đại Già Da. Thành bang Cổ Ninh Già Da vì có liên minh hôn nhân với Tân La từ năm 522 nên đã không tham gia cùng liên quân Bách Tế-Đại Già Da đánh Tân La. Tuy nhiên quân Tân La đã đánh bại liên quan Bách Tế-Đại Già Da và tiến hành tấn công vào lãnh thổ của Bách Tế, chiếm nhiều thành trì ở đông bắc của Bách Tế. Kết cục là Bách Tế Thánh Vương cùng 30.000 quân Bách Tế đã bị giết tại thành Quản Sơn (Gwansan) trong cuộc chiến thảm khốc này. Quân đội Đại Già Da cũng chịu thiệt hại nặng nề trong trận này. Thất bại này đã dẫn đến sự sút giảm đáng kể quyền lực của hoàng gia Bách Tế. Chính sách đối đầu với Tân La này làm cho các thành viên khác của liên minh Già Da xa lánh thành bang Đại Già Da, và Đại Già Da đã mất vị trí lãnh đạo liên minh cho thành bang A La Già Da (Ara Gaya).
Tân La của Chân Hưng Vương bắt đầu sáp nhập các thành bang Già Da đã chịu ảnh hưởng của mình từ trước và xâm chiếm các thành bang còn lại nằm trong tầm ảnh hưởng của Bách Tế (đời vua Bách Tế Uy Đức vương). Thành bang A La Già Da đã đầu hàng Tân La và bị sáp nhập vào Tân La năm 559.
Năm 561, lãnh chúa Thế Tông (Sejong) trở thành Pungwolju thứ sáu của Tân La.
Tân La (đời vua Chân Hưng Vương), vốn sẵn sàng hợp nhất phần lớn liên minh Già Da, đã xâm lược thành bang Đại Già Da như là một hình phạt do việc thành bang này đã liên minh với Bách Tế vào năm 554. Đại Già Da (đời vua Đạo Thiết Trí Vương) đã thất bại trước đội quân của tướng Tân La là Kim Isabu (Kim Dị Tư Phu) vào năm 562. Đại Già Da sau đó bị sáp nhập vào Tân La. 
Theo cả Tam quốc sử ký và Nihonshoki (Nhật Bản thư kỷ), thành bang Cổ Ninh Già Da cũng đã thất bại trước quân đội của Tân La (đời vua Chân Hưng Vương) trong năm 562, tức là cùng năm mà thành bang Đại Già Da bị quân Tân La tàn phá.
Cùng năm 562, Tư Đa Hàm (Sadaham) trở thành Pungwolju thứ năm của Tân La.
Thời gian này một người con gái của chị gái của hoàng hậu Sado là Mỹ Thất (Milshi, năm đó mới 16 tuổi) đã thành thân với lãnh chúa Thế Tông (Sejong, Pungwolju thứ sáu) và sinh ra một đứa con trai có tên là Hạ Tông (Hajong, 夏宗, 하종) vào năm 564. Mỹ Thất được cho là đã tư thông với Pungwolju thứ năm là Tư Đa Hàm (Sadaham) trước đó. 
Cùng năm 564, Pungwolju thứ năm của Tân La là Tư Đa Hàm (Sadaham) qua đời, hưởng thọ 18 tuổi. Sau đó Mỹ Thất (Milshi) sinh thêm con trai thứ hai với lãnh chúa Thế Tông là Ngọc Tông (Okjong, 玉宗, 옥종). Mỹ Thất lại tư thông với Kim Đồng Luân thái tử (con trai của Chân Hưng Vương), sinh ra Ngải Tung công chúa (艾松公主 애송공주).
Năm 572, Nhật Bản (đời Thiên hoàng Bidatsu) tạo mối quan hệ thân thiện với Tân La (đời vua Chân Hưng Vương). Kim Đồng Luân thái tử (con trai của Chân Hưng Vương) cũng mất trong năm 572.
Cùng năm 572, Chân Hưng Vương phong cho tướng quân Tuyết Nguyên (Seolwon) là Pungwolju thứ bảy của Tân La. Vợ của lãnh chúa Thế Tông là Mỹ Thất (Milshi) tư thông với tướng quân Tuyết Nguyên. Tuy nhiên sau đó Chân Hưng Vương lại ép Mỹ Thất làm vợ lẽ của mình. Mỹ Thất sinh cho Chân Hưng Vương 1 người con trai là Thọ Tông điện quân (壽宗殿君 수종전군) và 2 người con gái là Ban Nhã công chúa (般若公主 반야공주), Lan Nhã công chúa (蘭若公主 난야공주).
Người được Chân Hưng Vương chỉ định kế vị mình là cháu nội của ông, Kim Bạch Tịnh, con trai của hoàng tử thứ nhất Kim Đồng Luân thái tử (銅輪太子 동륜태자).
Năm 576, hoàng tử thứ 2 của Chân Hưng Vương là Kim Sa Nhuận (김사륜, 金沙润) tiến hành binh biến đánh vào hoàng cung. Chân Hưng Vương tức giận qua đời, Kim Sa Nhuận lên kế vị ngôi vua Tân La, tức là Chân Trí vương. Người vợ lẽ của Chân Hưng Vương là Mỹ Thất (Milshi, năm đó đã 30 tuổi, người mẹ của 6 đứa con) trở thành vợ của Chân Trí vương.

## Truyền thuyết đàn tranh Gayageum

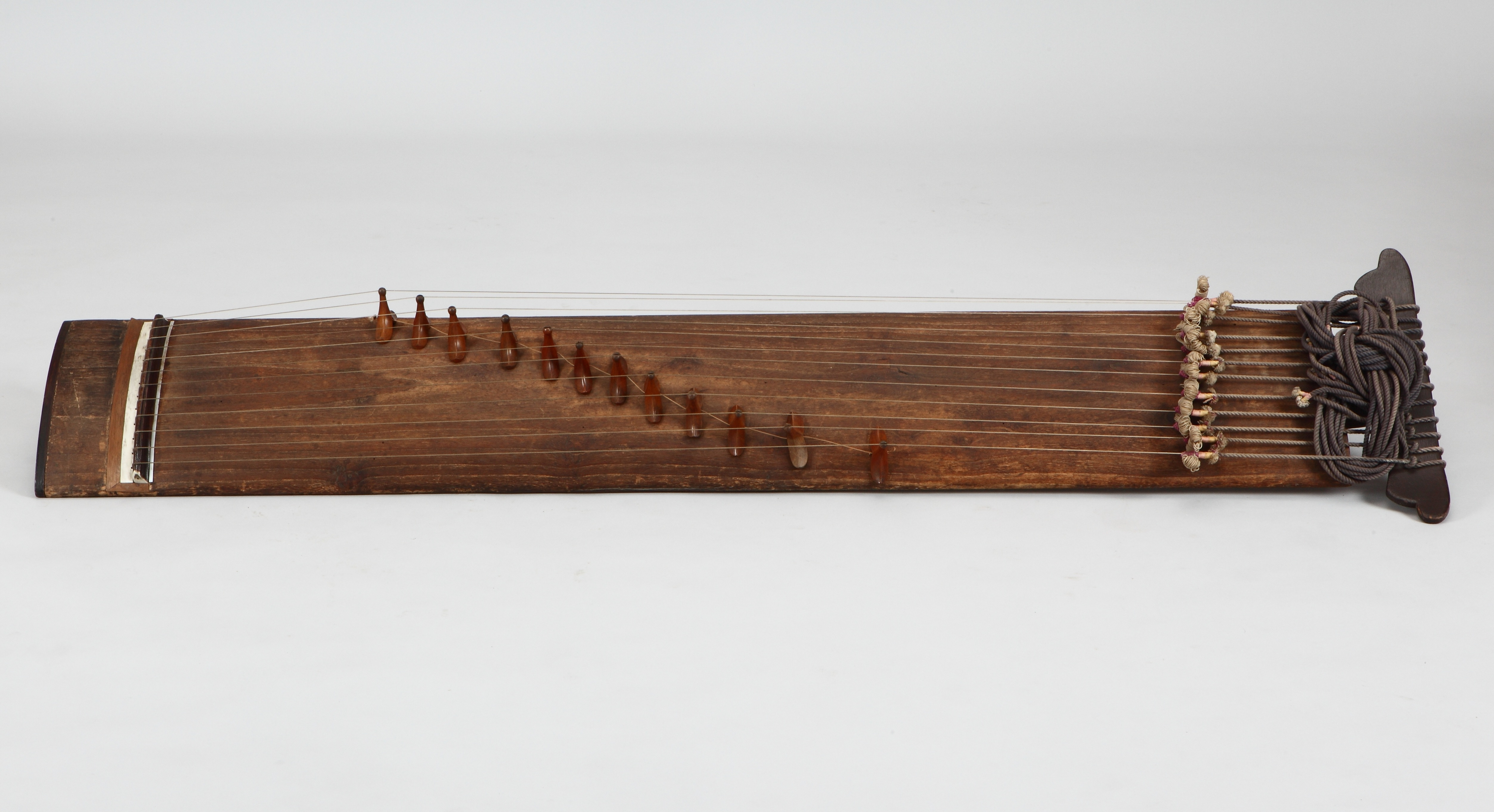
Đàn tranh Gayageum

Đàn tranh gayageum (hangul:가야금, Hán Việt: Già da cầm) là đàn tranh của Triều Tiên và Hàn Quốc. 
Theo Tam quốc sử ký (hangul:삼국사기) của Hàn Quốc ghi lại về xuất xứ của đàn tranh 12 dây Gayageum. Gayageum được Gasilwang (가실왕 Gia Tất Vương) của vương quốc Già Da sáng chế. Trên thực tế, khi nhắc đến đàn tranh 12 dây Gayageum, thì người Hàn Quốc nhớ tới tên nhạc gia Wureuk (우륵 Vu Lặc), hơn là vua Gia Tất Vương. 
Tương truyền, Già Da là một vương quốc được hình thành từ 12 bộ tộc dùng các ngôn ngữ khác nhau. Lo ngại việc các bộ tộc không thể thông tin và hiểu nhau do khác biệt về ngôn ngữ, vua Gia Tất Vương đã chế tác đàn tranh 12 dây Gayageum và ra lệnh cho nhạc gia Vu Lặc sáng tác nhạc phẩm, với niềm tin âm nhạc sẽ kết nối hiệu quả hơn ngôn ngữ. Hiểu ý nguyện của nhà vua, nhạc gia Vu Lặc đã sáng tác 12 nhạc phẩm. Đó là câu chuyện trong thế kỷ thứ VI. 
Vua Gia Tất Vương của vương quốc Già Da những mong dùng âm nhạc để đoàn kết lòng dân và dẫn dắt quốc gia, nhưng thời thế đã không thuận theo mong ước của vương quốc Già Da. Trước sự lớn mạnh của Tân La, trong lúc vận mệnh của Già Da như ngọn đèn dầu trước gió, nhạc gia Vu Lặc đã mang cây đàn tranh 12 dây Gayageum tới Tân La (đời vua Chân Hưng Vương) tị nạn. Không có sử sách nào ghi lại lý do nhạc gia Vu Lặc đưa ra quyết định này. Nhưng có lẽ là một nhạc gia, ông ta đã lựa chọn cách này để bảo vệ âm nhạc trước nguy cơ biến mất của âm nhạc một nước bại trận. Chân Hưng Vương đã nhiệt liệt chào đón nhạc gia Vu Lặc, nhưng các quần thần lại kịch liệt phản đối vì lo ngại quốc gia sẽ trở nên rối ren nếu đưa vào sử dụng âm nhạc của một vương quốc vong tàn. Là một vị vua có tầm nhìn xa và quyết đoán, mặc dù vấp phải sự phản đối của quần thần, nhưng Chân Hưng Vương vẫn cử ba người theo học âm nhạc và vũ đạo của nhạc gia Vu Lặc. Sau khi kế tục hoàn thiện âm nhạc của nhạc gia, các nhạc công trẻ đã sáng tác mới và tóm tắt 5 nhạc phẩm tiêu biểu nhất dành cho đàn tranh 12 dây Gayageum. Nói một cách khác, là họ đã diễn tấu âm nhạc Gayageum theo lối Tân La. Ban đầu, nhạc gia Vu Lặc đã nổi giận do học trò của mình đơn phương cải biến nhạc phẩm chính do ông ta sáng tác. Song sau khi nghe xong bản nhạc biến tấu của học trò, Vu Lặc đã có lời bình rằng: "Bản nhạc nghe vui nhưng không quá mức, có đoạn buồn nhưng không cảm thấy bi ai. Có thể nói đây là một loại hình âm nhạc mẫu mực, các trò có thể trình diễn trước quân vương (Chân Hưng Vương)”.